# Gymnocarena hernandezi
Gymnocarena hernandezi är en tvåvingeart som beskrevs av Allen L.Norrbom 1992. Gymnocarena hernandezi ingår i släktet Gymnocarena och familjen borrflugor. Inga underarter finns listade i Catalogue of Life.